# Französische Rugby-Union-Meisterschaft 1957/58
Die Saison 1957/58 war die 59. Austragung der französischen Rugby-Union-Meisterschaft (französisch Championnat de France de rugby à XV). Sie umfasste 48 Mannschaften in der ersten Division (heutige Top 14).
Die Meisterschaft begann mit der Gruppenphase, bei der in sechs Gruppen je acht Mannschaften gegeneinander antraten. Die Erst- bis Fünftplatzierten jeder Gruppe sowie die zwei besten Sechstplatzierten zogen in die Finalphase ein, während die vier schlechtesten Achtplatzierten in die zweite Division absteigen mussten. Es folgten Sechzehntel-, Achtel-, Viertel- und Halbfinale. Im Endspiel, das am 18. Mai 1958 im Stadium Municipal in Toulouse stattfand, trafen die zwei Halbfinalsieger aufeinander und spielten um den Bouclier de Brennus. Dabei setzte sich der FC Lourdes gegen den SC Mazamet durch und errang zum sechsten Mal den Meistertitel.

## Gruppenphase
|    | Team                  | Siege | Unent. | Ndlg. | Spiel- punkte | Diff. | Tabellen- punkte |
| -- | --------------------- | ----- | ------ | ----- | ------------- | ----- | ---------------- |
| 1. | FC Lourdes            | 13    | 1      | 0     | 205:89        | + 116 | 41               |
| 2. | Cahors Rugby          | 8     | 2      | 4     | 155:81        | + 74  | 32               |
| 3. | US Carmaux            | 6     | 4      | 4     | 100:66        | + 34  | 30               |
| 4. | FC Auch               | 5     | 4      | 5     | 87:94         | − 7   | 28               |
| 5. | Paris Université Club | 6     | 1      | 7     | 93:80         | + 13  | 27               |
| 6. | Biarritz Olympique    | 6     | 0      | 8     | 67:133        | − 66  | 26               |
| 7. | CA Bègles             | 4     | 2      | 8     | 67:139        | − 72  | 24               |
| 8. | US Orthez             | 0     | 2      | 12    | 46:138        | − 92  | 16               |

|    | Team                  | Siege | Unent. | Ndlg. | Spiel- punkte | Diff. | Tabellen- punkte |
| -- | --------------------- | ----- | ------ | ----- | ------------- | ----- | ---------------- |
| 1. | Racing Club de France | 12    | 0      | 2     | 165:50        | + 115 | 38               |
| 2. | FC Grenoble           | 9     | 2      | 3     | 110:51        | + 59  | 34               |
| 3. | US Cognac             | 7     | 2      | 5     | 93:83         | + 10  | 30               |
| 4. | SC Tulle              | 6     | 2      | 6     | 90:101        | − 11  | 28               |
| 5. | SO Chambéry           | 4     | 3      | 7     | 75:69         | + 6   | 25               |
| 6. | Saint-Girons SC       | 5     | 1      | 8     | 69:130        | − 61  | 25               |
| 7. | SA Saint-Sever        | 3     | 3      | 8     | 60:99         | − 39  | 23               |
| 8. | AS Soustons           | 1     | 5      | 8     | 40:119        | − 79  | 21               |

|    | Team               | Siege | Unent. | Ndlg. | Spiel- punkte | Diff. | Tabellen- punkte |
| -- | ------------------ | ----- | ------ | ----- | ------------- | ----- | ---------------- |
| 1. | SC Graulhet        | 8     | 3      | 3     | 132:62        | + 70  | 33               |
| 2. | CS Vienne          | 8     | 1      | 5     | 95:78         | + 17  | 31               |
| 3. | TOEC               | 6     | 3      | 5     | 92:69         | + 23  | 29               |
| 4. | US Romans          | 7     | 1      | 6     | 64:71         | − 7   | 29               |
| 5. | Stadoceste Tarbais | 7     | 0      | 7     | 140:76        | + 64  | 28               |
| 6. | RC Vichy           | 7     | 0      | 7     | 111:121       | − 10  | 28               |
| 7. | Stade Lavelanétien | 6     | 0      | 8     | 51:100        | − 49  | 26               |
| 8. | Lyon OU            | 2     | 2      | 10    | 48:156        | − 108 | 20               |

|    | Team              | Siege | Unent. | Ndlg. | Spiel- punkte | Diff. | Tabellen- punkte |
| -- | ----------------- | ----- | ------ | ----- | ------------- | ----- | ---------------- |
| 1. | Stade Montois     | 11    | 0      | 3     | 208:99        | + 109 | 36               |
| 2. | Stade Toulousain  | 9     | 2      | 3     | 137:81        | + 56  | 34               |
| 3. | CA Périgueux      | 7     | 2      | 5     | 125:78        | + 47  | 30               |
| 4. | US Montauban      | 6     | 1      | 7     | 80:123        | − 43  | 27               |
| 5. | AS Montferrand    | 5     | 1      | 8     | 99:134        | − 35  | 25               |
| 6. | Stade Rochelais   | 5     | 0      | 9     | 78:99         | − 21  | 24               |
| 7. | Stade Aurillacois | 4     | 2      | 8     | 65:100        | − 35  | 24               |
| 8. | CA Brive          | 4     | 2      | 8     | 58:136        | − 78  | 24               |

|    | Team              | Siege | Unent. | Ndlg. | Spiel- punkte | Diff. | Tabellen- punkte |
| -- | ----------------- | ----- | ------ | ----- | ------------- | ----- | ---------------- |
| 1. | USA Perpignan     | 10    | 1      | 3     | 183:45        | + 138 | 35               |
| 2. | AS Béziers        | 9     | 1      | 4     | 117:49        | + 68  | 33               |
| 3. | Section Paloise   | 8     | 1      | 5     | 163:110       | + 53  | 31               |
| 4. | SC Angoulême      | 8     | 1      | 5     | 109:90        | + 19  | 31               |
| 5. | La Voulte Sportif | 7     | 0      | 7     | 133:83        | + 50  | 28               |
| 6. | RC Narbonne       | 5     | 1      | 8     | 70:144        | − 74  | 25               |
| 7. | US Tyrosse        | 4     | 0      | 10    | 94:205        | − 111 | 22               |
| 8. | US Montélimar     | 2     | 1      | 11    | 38:181        | − 143 | 19               |

|    | Team              | Siege | Unent. | Ndlg. | Spiel- punkte | Diff. | Tabellen- punkte |
| -- | ----------------- | ----- | ------ | ----- | ------------- | ----- | ---------------- |
| 1. | SC Mazamet        | 11    | 1      | 2     | 201:60        | + 141 | 37               |
| 2. | SU Agen           | 7     | 2      | 5     | 77:79         | − 2   | 30               |
| 3. | Aviron Bayonnais  | 7     | 1      | 6     | 94:97         | − 3   | 29               |
| 4. | Castres Olympique | 7     | 0      | 7     | 98:88         | + 10  | 28               |
| 5. | US Dax            | 6     | 1      | 7     | 84:90         | − 6   | 27               |
| 6. | RC Toulon         | 5     | 1      | 8     | 94:111        | − 17  | 25               |
| 7. | Stade Niortais    | 5     | 1      | 8     | 86:119        | − 33  | 25               |
| 8. | US Bergerac       | 4     | 1      | 9     | 84:174        | − 90  | 23               |

## Finalphase

### 1/16-Finale
| Datum         | Begegnung                              | Ergebnis |
| ------------- | -------------------------------------- | -------- |
| 16. März 1958 | FC Lourdes – Biarritz Olympique        | 27:3     |
| 16. März 1958 | TOEC – US Cognac                       | 03:0     |
| 16. März 1958 | Stade Toulousain – La Voulte Sportif   | 08:6     |
| 16. März 1958 | AS Béziers – US Montauban              | 06:3     |
| 16. März 1958 | Stade Montois – SO Chambéry            | 16:3     |
| 16. März 1958 | Section Paloise – US Romans            | 09:6     |
| 16. März 1958 | USA Perpignan – US Dax                 | 11:5     |
| 16. März 1958 | SU Agen – Castres Olympique            | 08:3     |
| 16. März 1958 | SC Mazamet – RC Vichy                  | 37:0     |
| 16. März 1958 | Aviron Bayonnais – US Carmaux          | 18:9     |
| 16. März 1958 | FC Grenoble – Stadoceste Tarbais       | 14:9     |
| 16. März 1958 | SC Tulle – Cahors Rugby                | 03:0     |
| 16. März 1958 | Paris Université Club – SC Graulhet    | 17:3     |
| 16. März 1958 | CS Vienne – FC Auch                    | 06:0     |
| 16. März 1958 | Racing Club de France – AS Montferrand | 06:3     |
| 16. März 1958 | CA Périgueux – SC Angoulême            | 05:0     |

### Achtelfinale
| Datum         | Begegnung                            | Ergebnis |
| ------------- | ------------------------------------ | -------- |
| 30. März 1958 | FC Lourdes – TOEC                    | 13:03    |
| 30. März 1958 | Stade Toulousain – AS Béziers        | 08:13    |
| 30. März 1958 | Stade Montois – Section Paloise      | 00:03    |
| 30. März 1958 | USA Perpignan – SU Agen              | 05:03    |
| 30. März 1958 | SC Mazamet – Aviron Bayonnais        | 11:03    |
| 30. März 1958 | FC Grenoble – SC Tulle               | 06:06    |
| 30. März 1958 | Paris Université Club – CS Vienne    | 15:12    |
| 30. März 1958 | Racing Club de France – CA Périgueux | 05:06    |

### Viertelfinale
| Datum          | Begegnung                            | Ergebnis |
| -------------- | ------------------------------------ | -------- |
| 20. April 1958 | FC Lourdes – AS Béziers              | 08:0     |
| 20. April 1958 | Section Paloise – USA Perpignan      | 11:8     |
| 20. April 1958 | SC Mazamet – FC Grenoble             | 14:0     |
| 20. April 1958 | Paris Université Club – CA Périgueux | 16:9     |

### Halbfinale
| Datum       | Begegnung                          | Ergebnis |
| ----------- | ---------------------------------- | -------- |
| 4. Mai 1958 | FC Lourdes – Section Paloise       | 13:6     |
| 4. Mai 1958 | SC Mazamet – Paris Université Club | 18:6     |

### Finale
| 18. Mai 1958 | FC Lourdes                                                                                          | 25 : 8        | SC Mazamet                                                             | Stadium Municipal, Toulouse Zuschauer: 37.164 Schiedsrichter: Fernand Sampiéri |
| 18. Mai 1958 | Versuche: Prat (1) Tarricq (2) Erhöhungen: Labazuy (2) Straftritte: Labazuy (3) Dropgoals: Prat (1) | (9:3) Bericht | Versuche: Quaglio (1) Erhöhungen: Duffaut (1) Straftritte: Duffaut (1) | Stadium Municipal, Toulouse Zuschauer: 37.164 Schiedsrichter: Fernand Sampiéri |

Aufstellungen
FC Lourdes: Jean Barthe, Pierre Deslus, Henri Domec, Louis Guinle, Antoine Labazuy, François Labazuy, Pierre Lacaze, André Laffont, Thomas Manterola, Roger Martine, Jean Prat, Maurice Prat, Henri Rancoule, Jean-Louis Taillantou, Pierre Tarricq
SC Mazamet: Jean Arrambide, Georges Bienes, Émile Duffaut, Yvan Duffour, André Fort, Étienne Jougla, Guy Lacoste, Jacques Lepatey, Dominique Manterola, André Masbou, Lucien Mias, Maurice Pastre, Aldo Quaglio, Guy Roques, Jacques Serin